# Maurits Adriaan de Savornin Lohman (1832-1899)

Jhr. mr. M.A. de Savornin Lohman

Maurits Adriaan de Savornin Lohman (Groningen, 9 januari 1832 – 's-Gravenhage, 12 juli 1899) was van 1889 tot 1891 gouverneur van Suriname.
De Savornin Lohman, lid van de familie De Savornin Lohman, studeerde van 1850 tot 30 maart 1855 romeins en hedendaags recht (gepromoveerd op stellingen) aan de Hogeschool te Groningen. Hij was een oudere broer van Alexander Frederik de Savornin Lohman. Hij huwde op 30 maart 1860 met jkvr. F.J. Alberda van Ekenstein en kreeg vier zoons en een dochter.
Zijn dochter was Jkvr. Catharina Anna Maria de Savornin Lohman (ook bekend onder de naam Anna Spoor-de Savornin Lohman; pseudoniem Flava), (Assen, 14 januari 1868 - ’s-Gravenhage, 23 september 1930), een Nederlands schrijfster, critica en journaliste.
Van 1861 tot 1870 was hij substituut-Officier van Justitie te Assen, vervolgens tot 1886 officier van Justitie. In 1886 werd hij benoemd tot advocaat-generaal bij de Hoge Raad der Nederlanden, welke functie hij tot oktober 1888 bekleedde; hij werd in dat ambt opgevolgd door Jacob Gerard Patijn. Vervolgens was hij van 30 januari 1889 tot 27 juni 1891 gouverneur van Suriname.
- Biografisch Portaal: 38842545
- International Standard Name Identifier: 0000 0003 8997 8648
- Nederlandse Thesaurus van Auteursnamen: 069975426
- Parlement.com: vgw52s1vfty6
- Virtual International Authority File: 283468907
- WorldCat: E39PBJpVb4CmPRJQYQdbX93qQq